# Камёнек
Камёнек (пол. Kamionek) — микрорайон на севере дзельницы Прага Полудне в Варшаве на восточном берегу реки Висла. Микрорайон имеет следующие границы — по северной границе дзельницы Прага Полудне до перекрёстка улиц Подскарбинской и Гроховской, далее по западной стороне улицы Мендзыборской к аллее Джорджа Вашингтона и до круга Джорджа Вашингтона, затем к северу от аллеи Понятовского до моста Понятовского через реку Висла и снова по западной и северной границам дзельницы до улицы Подскарбинской.

## История
В IX веке здесь уже существовала деревня Камён (Камень), занимавшая территорию между современными улицами Жомковской и Подскарбинской. Затем близ деревни возникли новые поселения — Таргове и Скарышев. На Поле выборов в Камёне были избраны два короля Польши, в 1573 году Генрих III Валуа и в 1733 году Август III Веттин. Эти земли, как и местные церковь и приход принадлежали архиереям Плоцка, у которых в 1780 году они были приобретены королём Станиславом Августом Понятовским.
В том месте, где когда-то стояла церковь, разрушенная протестантами-шведами в 1656 году, теперь стоит собор Победоносной Богоматери, построенный в 1929—1931 годах по проекту архитектора Константина Якимовича. Рядом с церковью находится Камёнковское кладбище, старейшее в Варшаве и одно из старейших в Польше. Оно было основано в XIII веке и закрыто в 1887 году, после открытия Брудновского кладбища. Это также единственная кладбищенская церковь в Варшаве. Здесь находятся символические могилы защитников Варшавы 1794 года — генерала и поэта Якуба Ясинского и Тадеуша Корсака. 
На фасаде собора установлена мемориальная доска в память о поляках, погибших в XVII веке во время вторжения в Польшу протестантов-шведов, во время восстания Тадеуша Костюшко в конце XVIII века и во время Ноябрьского восстания в XIX веке. Есть также мемориальная доска в память о Якубе Ясинском.
Существовавшее в Камёнеке кладбище старообрядцев было упразднено после Второй мировой войны, а все захоронения перенесены на православное кладбище в Воле. В 1889 году Камёнек был включен в состав Варшавы.

## Достопримечательности
- Скарышевский парк.
- Собор Победоносной Богоматери.
- Здание Оружейного завода «Поциск» («Снаряд»).